# Romyverleihung 2012

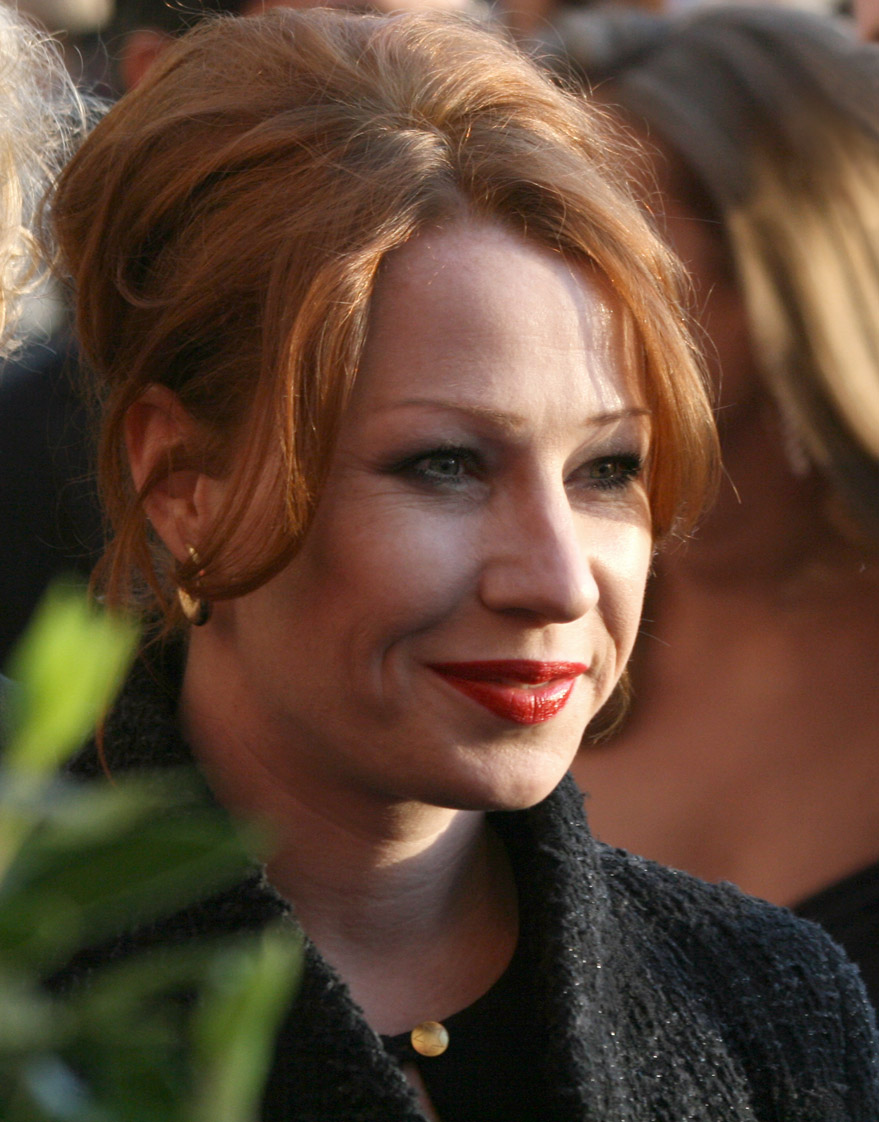
Birgit Minichmayr

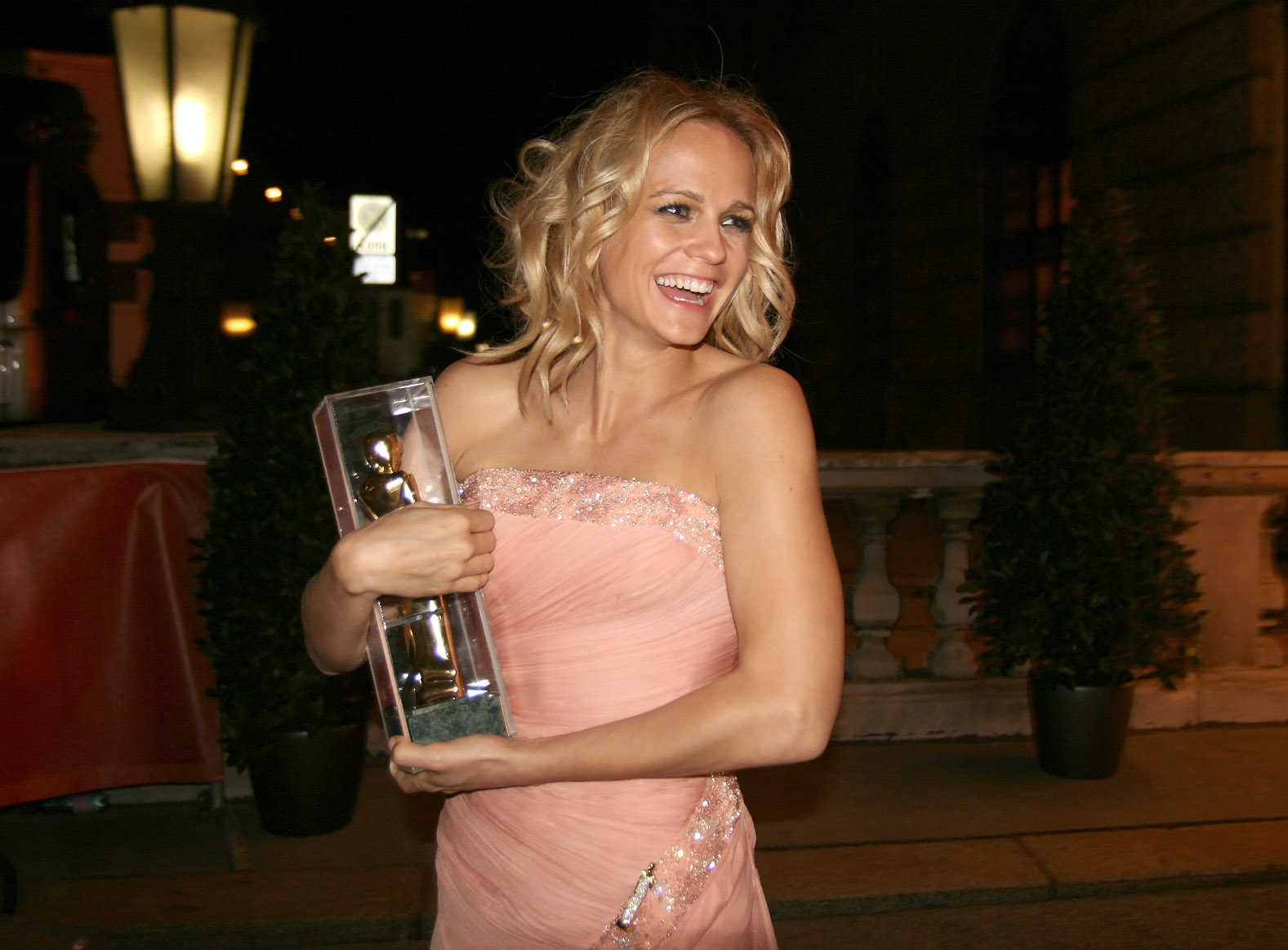
Mirjam Weichselbraun

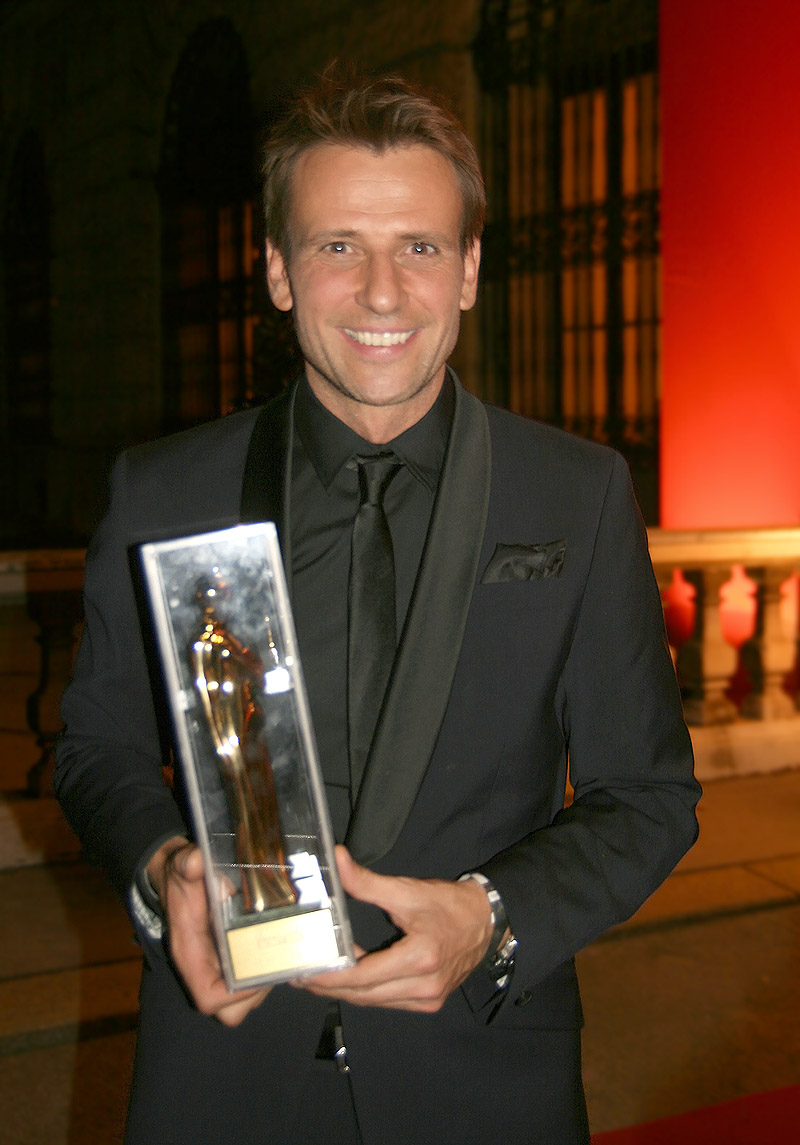
Volker Piesczek

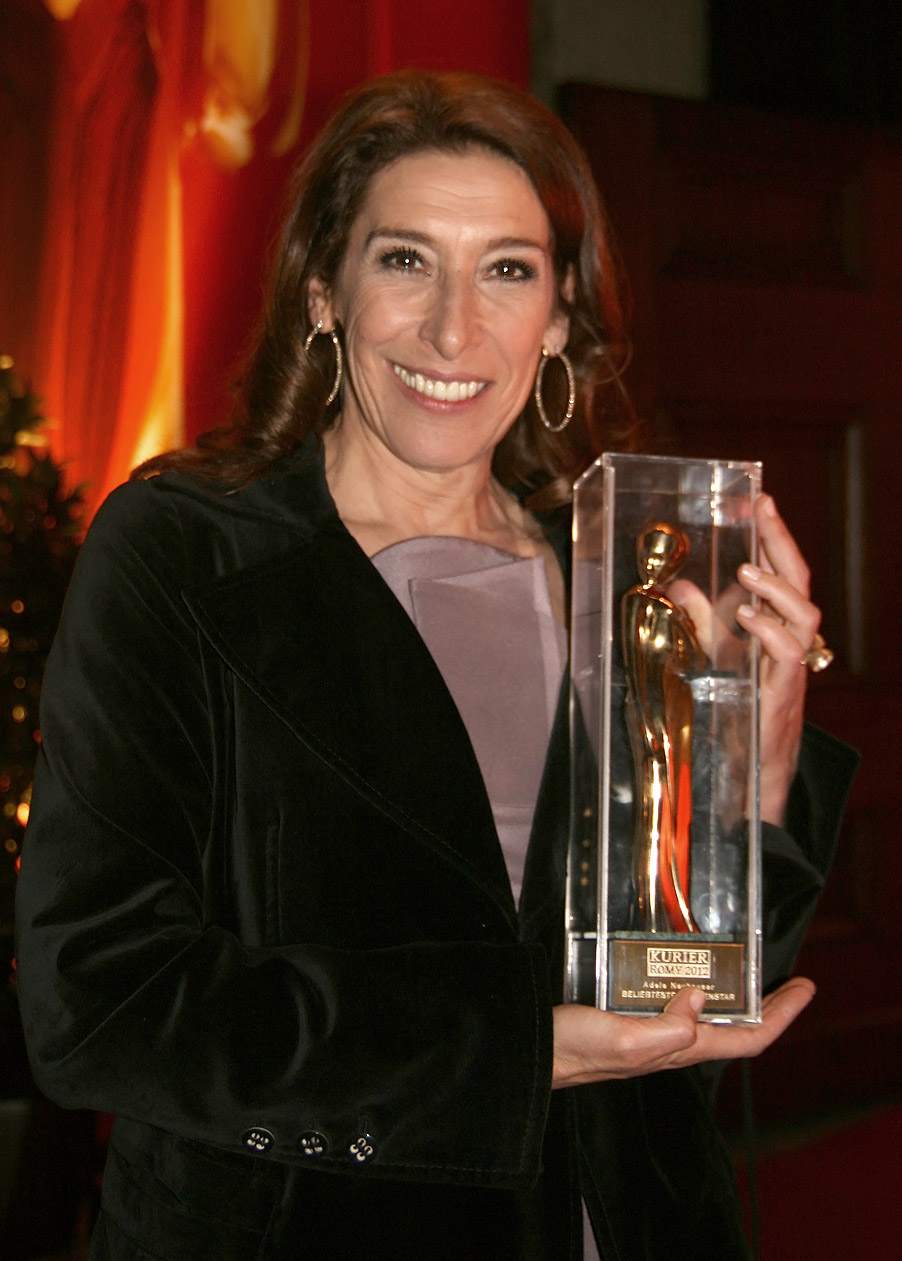
Adele Neuhauser

Die Romy-Verleihung 2012 fand am 21. April 2012 in der Hofburg in Wien statt. Es war die 23. Verleihung des von der Tageszeitung Kurier veranstalteten österreichischen Fernseh- und Filmpreises Romy.

## Moderation
Barbara Schöneberger

## Sieger und Nominierte
Die Nominierungen wurden am 7. März 2012 bekanntgegeben. Aus den jeweils sechs Vorgeschlagenen konnte das Publikum per online-Wahl die Sieger bestimmen.
| Kategorie                                                                         | Preisträger                                                    | Nominierte |
| --------------------------------------------------------------------------------- | -------------------------------------------------------------- | --- |
| Beliebteste Schauspielerin präsentiert von Michael Ostrowski                      | Birgit Minichmayr                                              | Yvonne Catterfeld Gerti Drassl Maresa Hörbiger Ann-Kathrin Kramer Andrea Wenzl                                       |
| Beliebtester Schauspieler präsentiert von Uschi Glas                              | Nicholas Ofczarek                                              | Ken Duken Michael Herbig Hary Prinz David Rott August Schmölzer                                                      |
| Beliebteste/r Moderator/in – Information präsentiert von Helmut Brandstätter      | Armin Wolf (3. Romy)                                           | Hannelore Veit & Eugen Freund Meinrad Knapp Johanna Setzer & Norbert Oberhauser Thomas Rottenberg Claudia Unterweger |
| Beliebteste/r Moderator/in – Unterhaltung präsentiert von Elke Winkens            | Volker Piesczek (2. Romy)                                      | Sonja Zietlow & Dirk Bach Lena Gercke Vera Russwurm Katrin Lampe Max Schmiedl                                        |
| Beliebteste/r Show Entertainer/in" präsentiert von Dolly Buster und Gerhard Egger | Mirjam Weichselbraun (4. Romy) & Klaus Eberhartinger (2. Romy) | Kati Bellowitsch Doris Golpashin & Andi Knoll Armin Assinger Thomas Gottschalk Harald Schmidt                        |
| Beliebteste/r Seriendarsteller/in präsentiert von Christine Baranski              | Adele Neuhauser                                                | Henning Baum Lilian Klebow Joachim Król Andreas Lust Ursula Strauss                                                  |
| Beliebtester Comedian/Kabarettist präsentiert von Cosma Shiva Hagen               | Stermann & Grissemann                                          | Cindy aus Marzahn Tom Walek & Joachim Brandl Hilde Dalik Martina Hill                                                |

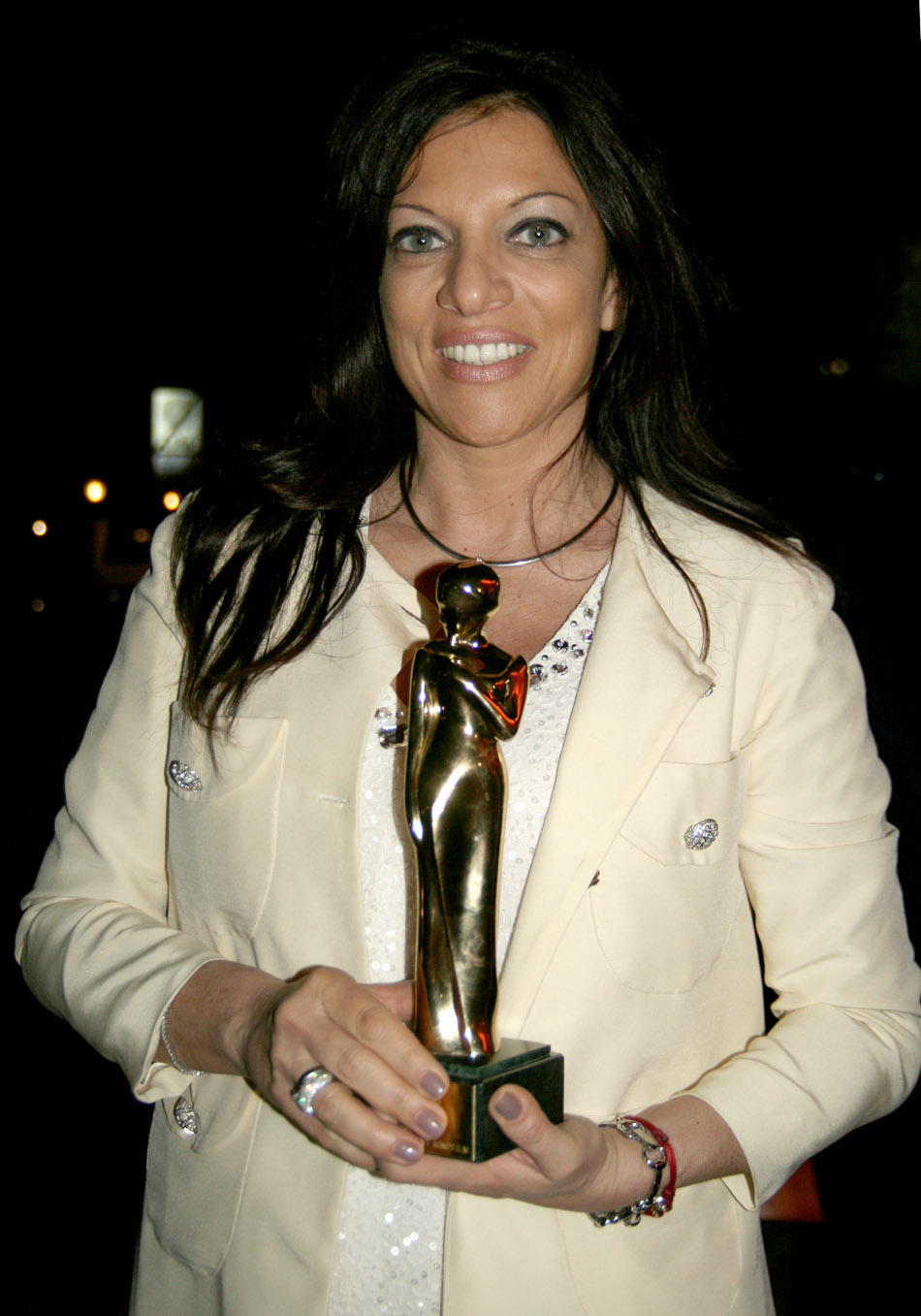
Alice Brauner

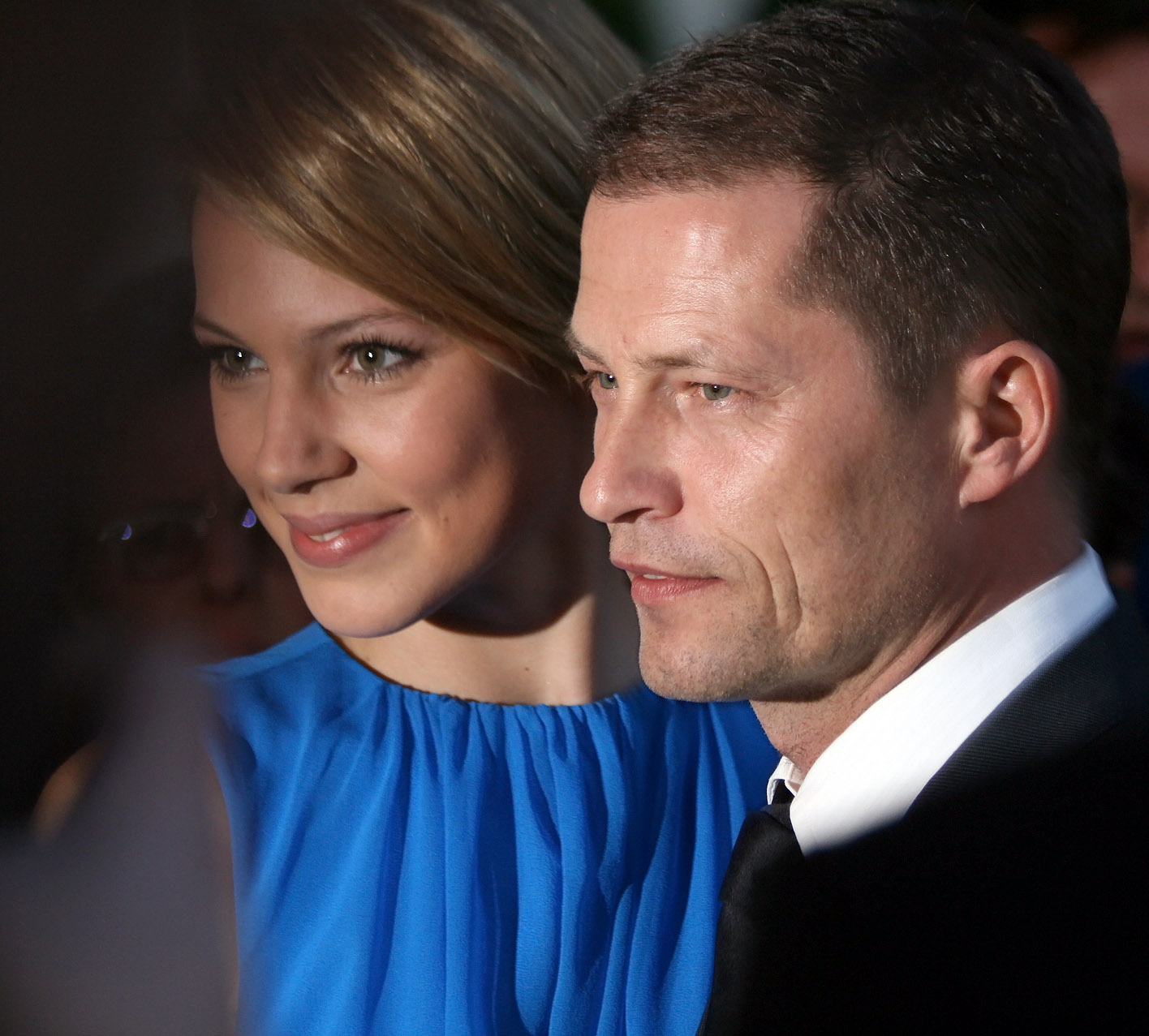
Til Schweiger und Svenja Holtmann

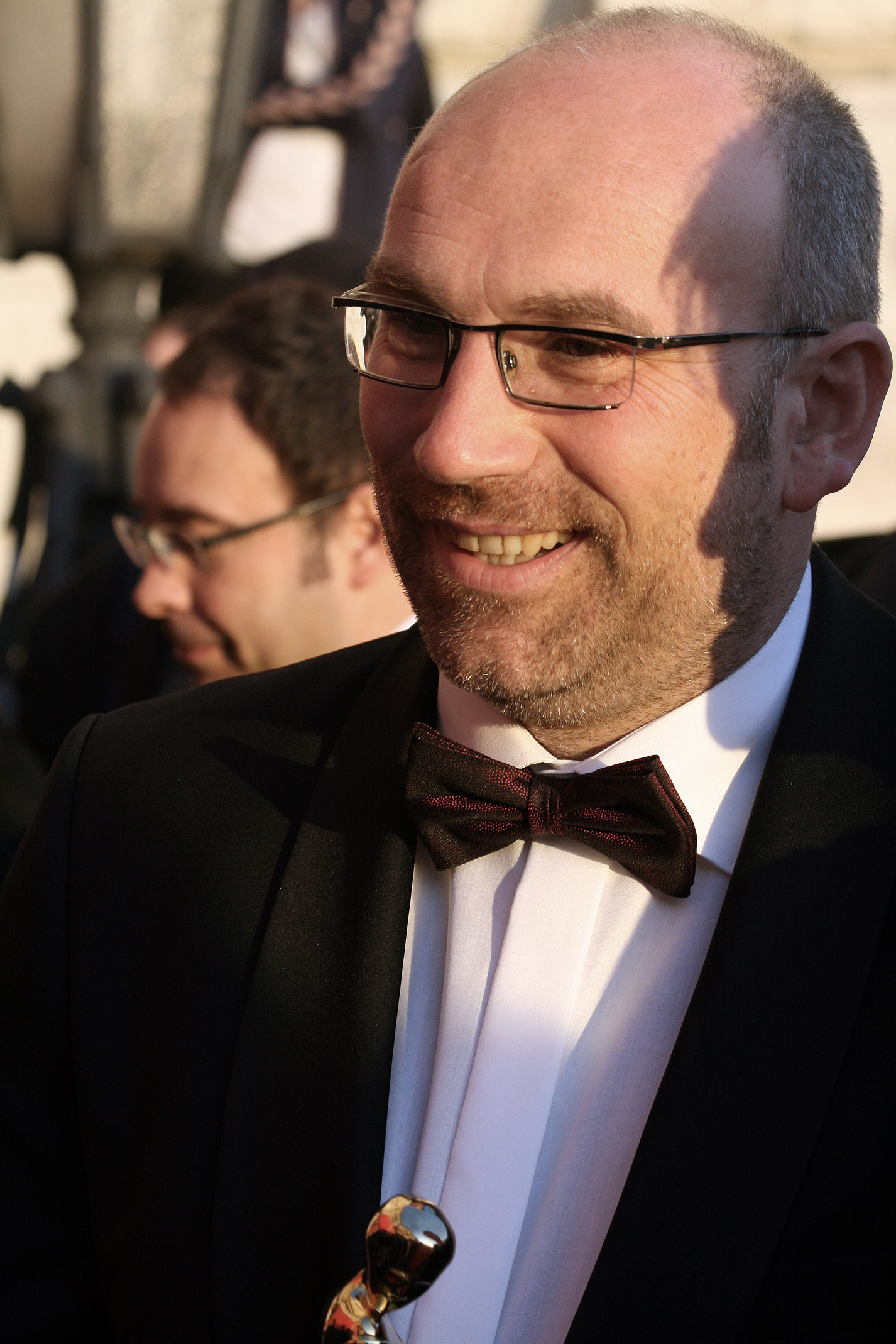
Gert Kappes

Die Gewinner der so genannten Akademiepreise wurden von der Akademie, bestehend auch aus den bisherigen Romy-Preisträgern, gewählt und am 19. April in einer eigenen Feier übergeben.
| Kategorie                           | Preisträger                                                                                                   |
| ----------------------------------- | --- |
| Bester Fernsehfilm                  | Der Mann mit dem Fagott, Produktion: Regina Ziegler, Klaus Graf                                               |
| Bester Kinofilm                     | Kokowääh |
| Beste Dokumentation TV              | Hubert von Goiserns Wirtshaustour, Regie: Chris Weisz                                                         |
| Beste Dokumentation Kino            | Klitschko, Regie/Drehbuch: Sebastian Dehnhardt                                                                |
| Beste Programmidee                  | ORF III – Alexander Wrabetz                                                                                   |
| Bester Produzent TV                 | Sam Davis, Rowboat Film- und Fernsehproduktion und Klaus Graf, Graf Filmproduktion für Das Wunder von Kärnten |
| Bester Produzent Kino               | Alice Brauner für Wunderkinder                                                                                |
| Bester Produzent TV-Dokumentation   | Oliver Halmburger und Heinrich Mayer-Moroni für Der Wettlauf zum Südpol                                       |
| Bester Produzent Kino-Dokumentation | Leopold Hoesch für Klitschko                                                                                  |
| Beste Regie TV-Film                 | Dominik Graf, Christoph Hochhäusler und Christian Petzold für Dreileben                                       |
| Beste Regie Kinofilm                | Til Schweiger für Kokowääh                                                                                    |
| Beste Kamera TV-Film                | Gert Kappes für Das Mädchen auf dem Meeresgrund                                                               |
| Beste Kamera Kinofilm               | Hagen Bogdanski für Hotel Lux                                                                                 |
| Bestes Buch TV-Film                 | Christoph Silber und Thorsten Wettke für Das Wunder von Kärnten                                               |
| Bestes Buch Kinofilm                | Detlev Buck und Anika Decker für Rubbeldiekatz                                                                |
| Jubiläums-Romy                      | Seitenblicke, Erfinder: Thaddäus Podgorski                                                                    |
| Brillant-Ansteck-ROMY               | Mirjam Weichselbraun                                                                                          |

| Kategorie                                                        | Preisträger            |
| ---------------------------------------------------------------- | ---------------------- |
| Platin-Romy für das Lebenswerk präsentiert von Yvonne Catterfeld | Lotte Hass & Hans Hass |